# Arash Labaf
Arash Labaf (født 1977) er en iransk-svensk sanger. Han repræsenterede Aserbajdsjan ved Eurovision Song Contest 2009.